# Cesancey
Cet article possède un paronyme, voir Cresancey.
Cesancey est une commune française située dans le département du Jura, dans  la région administrative Bourgogne-Franche-Comté.

## Géographie

### Localisation

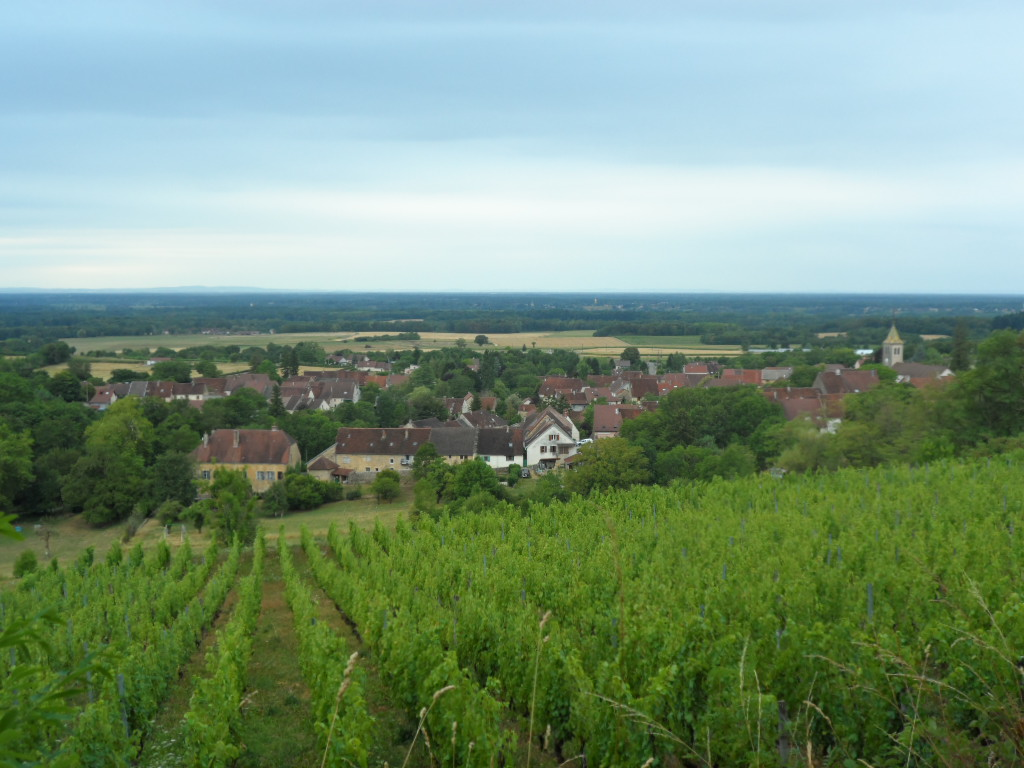
Le village.

Cesancey est un village situé dans la région culturelle et historique de Franche-Comté, situé à vol d'oiseau à 7 km au sud-ouest de Lons-le-Saunier, à 51 km au nord-est de Bourg-en-Bresse et à 52 km à l'est de Chalon-sur-Saône.
La commune est située dans l'aire d'attraction de Lons-le-Saunier ainsi que dans la zone d'emploi et dans le bassin de vie de cette ville.

### Communes limitrophes
Les communes limitrophes sont  Gevingey, La Chailleuse, Trenal et Val-Sonnette.

### Géologie et relief
La superficie de la commune est de 5,12 km2 ; son altitude varie de 204  à   450 mètres.

### Hydrographie

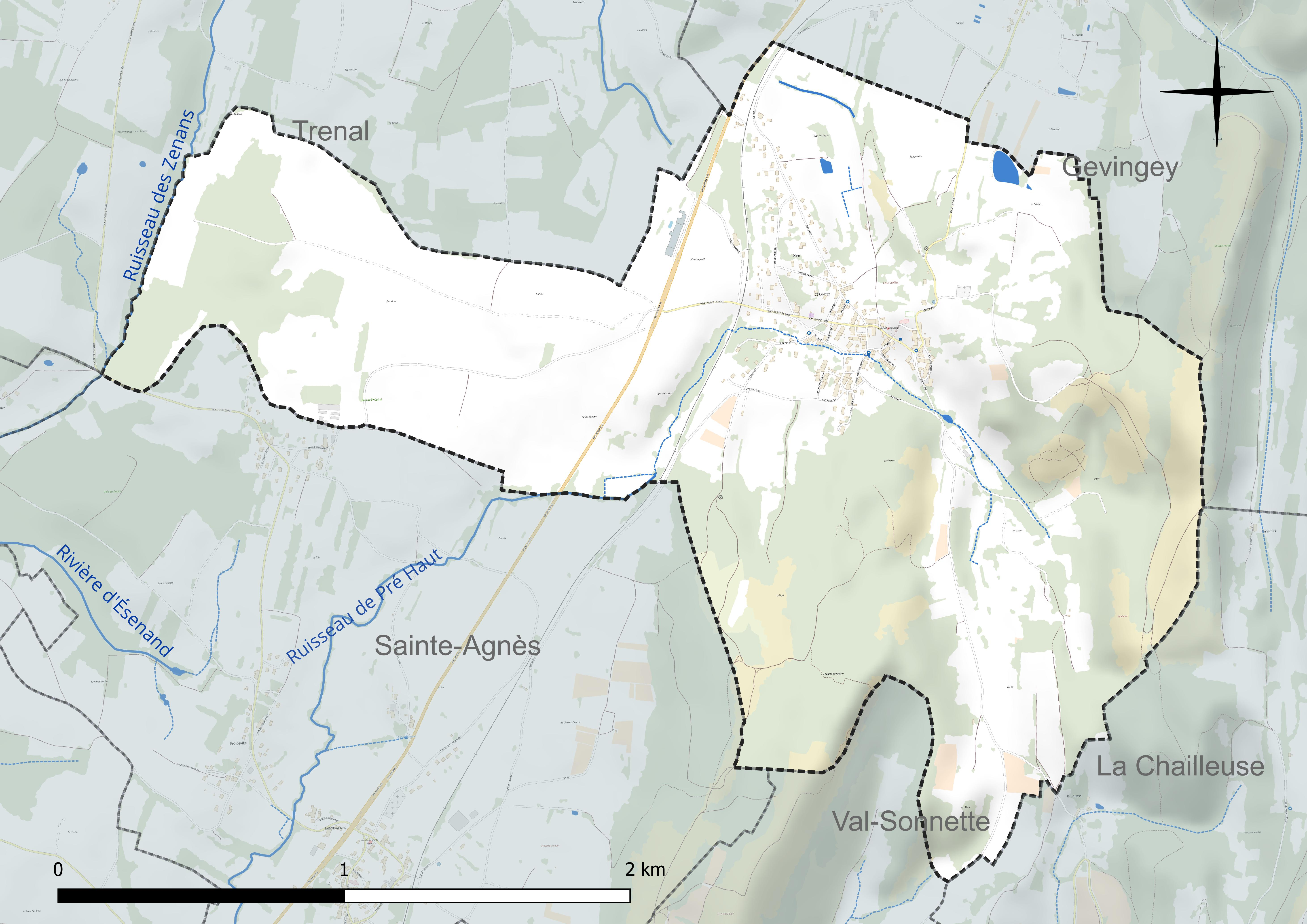
Carte hydrographique de la commune.

La commune est drainée par le ruisseau de Pré Haut et le ruisseau des Zenans, qui constitue sa limite ouest.

### Climat
Pour des articles plus généraux, voir Climat de la Bourgogne-Franche-Comté et Climat du département du Jura.
En 2010, le climat de la commune est de type climat de montagne, selon une étude du Centre national de la recherche scientifique s'appuyant sur une série de données couvrant la période 1971-2000. En 2020, Météo-France publie une typologie des climats de la France métropolitaine dans laquelle la commune est exposée à un climat semi-continental et est dans la région climatique Jura, caractérisée par une forte pluviométrie en toutes saisons (1 000 à 1 500 mm/an), des hivers rigoureux et un ensoleillement médiocre.
Pour la période 1971-2000, la température annuelle moyenne est de 10,8 °C, avec une amplitude thermique annuelle de 17,4 °C. Le cumul annuel moyen de précipitations est de 1 212 mm, avec 12,9 jours de précipitations en janvier et 8,9 jours en juillet. Pour la période 1991-2020, la température moyenne annuelle observée sur la station météorologique de Météo-France la plus proche, « Lons le Saunier », sur la commune de Montmorot à 6 km à vol d'oiseau, est de 11,8 °C et le cumul annuel moyen de précipitations est de 1 147,4 mm. 
La température maximale relevée sur cette station est de 39,8 °C, atteinte le 12 août 2003 ; la température minimale est de −19,6 °C, atteinte le 9 janvier 1985,,.
Les paramètres climatiques de la commune ont été estimés pour le milieu du siècle (2041-2070) selon différents scénarios d'émission de gaz à effet de serre à partir des nouvelles projections climatiques de référence DRIAS-2020. Ils sont consultables sur un site dédié publié par Météo-France en novembre 2022.

## Urbanisme

### Typologie
Au 1er janvier 2024, Cesancey est catégorisée commune rurale à habitat dispersé, selon la nouvelle grille communale de densité à sept niveaux définie par l'Insee en 2022.
Elle est située hors unité urbaine. Par ailleurs la commune fait partie de l'aire d'attraction de Lons-le-Saunier, dont elle est une commune de la couronne,. Cette aire, qui regroupe 139 communes, est catégorisée dans les aires de 50 000 à moins de 200 000 habitants,.

### Occupation des sols

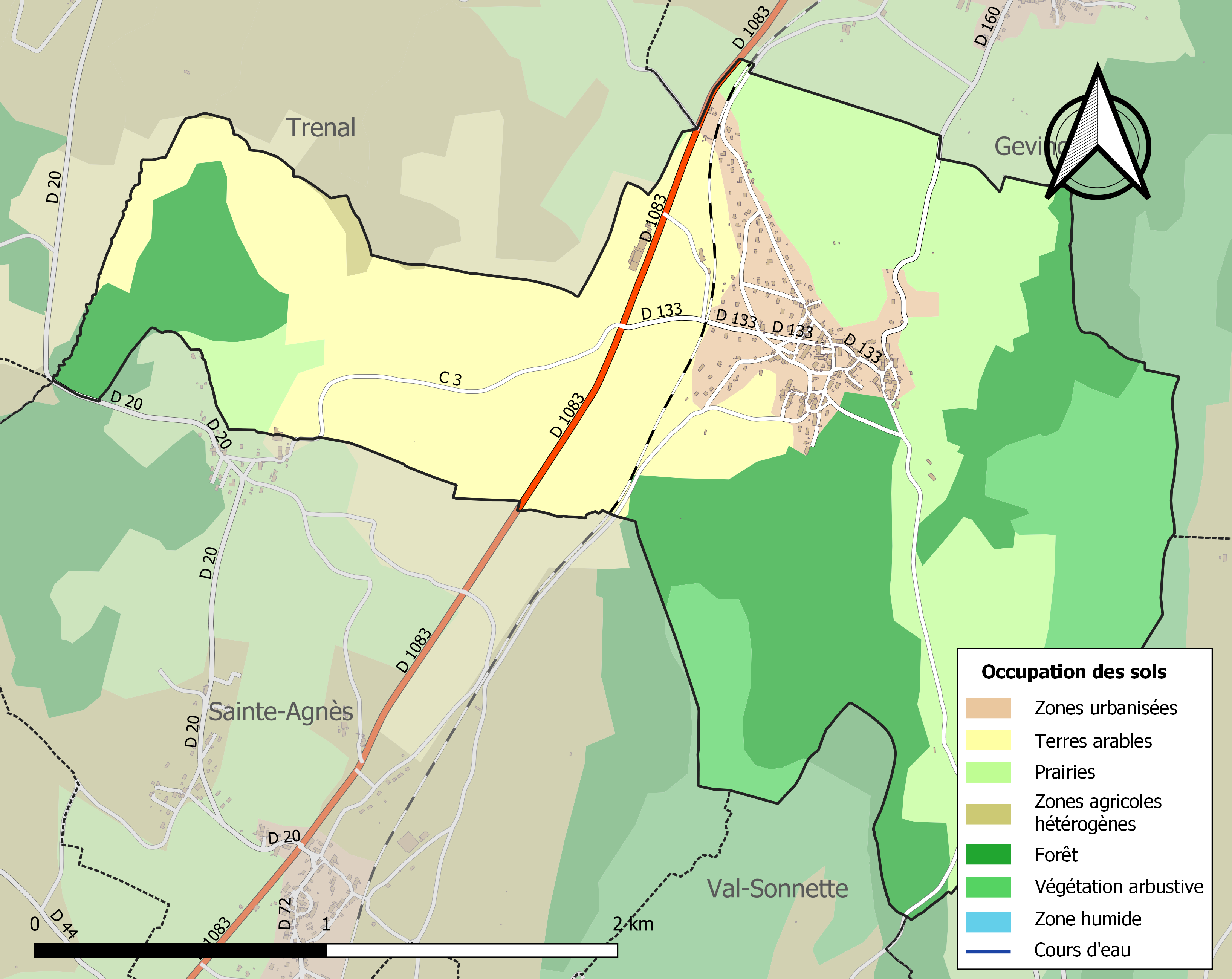
Carte des infrastructures et de l'occupation des sols de la commune en 2018 (CLC).

L'occupation des sols de la commune, telle qu'elle ressort de la base de données européenne d’occupation biophysique des sols Corine Land Cover (CLC), est marquée par l'importance des territoires agricoles (54 % en 2018), une proportion sensiblement équivalente à celle de 1990 (54,7 %).
La répartition détaillée en 2018 est la suivante : terres arables (28,2 %), forêts (26,5 %), prairies (25,4 %), milieux à végétation arbustive et/ou herbacée (12,3 %), zones urbanisées (7,1 %), zones agricoles hétérogènes (0,4 %).
L'évolution de l’occupation des sols de la commune et de ses infrastructures peut être observée sur les différentes représentations cartographiques du territoire : la carte de Cassini (XVIIIe siècle), la carte d'état-major (1820-1866) et les cartes ou photos aériennes de l'IGN pour la période actuelle (1950 à aujourd'hui).

### Habitat et logement
En 2018, le nombre total de logements dans la commune était de 204, alors qu'il était de 208 en 2013 et de 199 en 2008.
Parmi ces logements, 85,8 % étaient des résidences principales, 4,9 % des résidences secondaires et 9,3 % des logements vacants. Ces logements étaient pour 92,2 % d'entre eux des maisons individuelles et pour 7,8 % des appartements.
Le tableau ci-dessous présente la typologie des logements à Cesancey en 2018 en comparaison avec celle du département du Jura et de la France entière. Une caractéristique marquante du parc de logements est ainsi une proportion de résidences secondaires et logements occasionnels (4,9 %) inférieure à celle du département (10,3 %) et à celle de la France entière (9,7 %). Concernant le statut d'occupation de ces logements, 84,6 % des habitants de la commune sont propriétaires de leur logement (77 % en 2013), contre 65,8 % pour le département du Jura et 57,5 % pour la France entière.
| Typologie                                               | Cesancey | Jura | France entière |
| ------------------------------------------------------- | -------- | ---- | -------------- |
| Résidences principales (en %)                           | 85,8     | 79,8 | 82,1           |
| Résidences secondaires et logements occasionnels (en %) | 4,9      | 10,3 | 9,7            |
| Logements vacants (en %)                                | 9,3      | 9,9  | 8,2            |

## Toponymie
L’existence de Cesancey est attestée depuis l’époque romaine, sous le nom de Sisentia, Sisentiacus, Sisentiachum.
Au cours de la Révolution française, la commune porte provisoirement le nom de Val-d'Or.

## Histoire

### Antiquité
Le village se situe alors sur la voie romaine reliant Vesontio (à l’emplacement de l’actuelle Besançon) à Lugdunum (aujourd’hui Lyon).

### Moyen Âge
Un prieuré est fondé en 1089, à la suite d'une bulle du pape Urbain II, par des religieux bénédictins dépendant de l’abbaye de Baume-les-Messieurs. Cette affectation est renforcée par une bulle de Pascal II en 1107, puis par Innocent II en 1143 et Clément III en 1190.

### Temps modernes
L’église, dédiée à Saint Nicet, est attestée en 1613, date de la construction d’une chapelle à Notre-Dame et Saint Antoine ; elle est composée d’un clocher, de deux chapelles, d’une nef et d’une sacristie, et connaît des restaurations en 1845 et 1846.
La population de la commune subit d’importantes pertes à cause de la peste en 1636, puis de la guerre en 1637.

### Époque contemporaine
On trouve en 1838 une mention d’un « grand et excellent vignoble » à Cesancey.

## Politique et administration

### Rattachements administratifs et électoraux

#### Rattachements administratifs
La commune se trouve dans l'arrondissement de Lons-le-Saunier du département du Jura.
Elle faisait partie depuis 1819 du canton de Beaufort. Dans le cadre du redécoupage cantonal de 2014 en France, cette circonscription administrative territoriale a disparu, et le canton n'est plus qu'une circonscription électorale.

#### Rattachements électoraux
Pour les élections départementales, la commune fait partie depuis 2014 du canton de Saint-Amour
Pour l'élection des députés, elle fait partie de la première circonscription du Jura.

### Intercommunalité
Cesancey est membre depuis les années 2000-2010 de la communauté de Communes du Bassin de Lons-le-Saunier, un établissement public de coopération intercommunale (EPCI) à fiscalité propre créé en 1992 et auquel la commune a transféré un certain nombre de ses compétences, dans les conditions déterminées par le code général des collectivités territoriales.
Cette intercommunalité se transforme en communauté d'agglomération en 2012, et, après sa fusion avec la communauté de communes du Val de Sorne, prend sa dénomination actuelle d'Espace communautaire Lons Agglomération.

### Liste des maires
| Période                                  | Période                       | Identité         | Étiquette | Qualité                                   |
| ---------------------------------------- | ----------------------------- | ---------------- | --------- | ----------------------------------------- |
| Les données manquantes sont à compléter. |                               |                  |           |                                           |
|                                          |                               |                  |           |                                           |
|                                          | novembre 1941                 | Pierre Bouffaut  |           | révoqué par le Gouvernement de Vichy      |
|                                          |                               |                  |           |                                           |
| avant 1995                               |                               | Michel Bouffaut  |           |                                           |
| mars 2001                                | 2008                          | Gérard Daloz     | DVD       | Chef d'entreprise                         |
| mars 2008                                | juillet 2020                  | Jean-Paul Clavez | DVD       | Agriculteur retraité                      |
| juillet 2020                             | octobre 2022                  | Philippe Moreau  |           | Agriculteur Démissionnaire                |
| décembre 2022                            | En cours (au 22 janvier 2024) | Guillaume Barthe |           | Cadre technique chez Synapse Construction |

## Équipements et services publics

### Enseignement
Les enfants de la commune sont scolarisés avec ceux de Gevingey dans le cadre d'un regroupement pédagogique intercommunal (RPI).

## Population et société

### Démographie
L'évolution du nombre d'habitants est connue à travers les recensements de la population effectués dans la commune depuis 1793. Pour les communes de moins de 10 000 habitants, une enquête de recensement portant sur toute la population est réalisée tous les cinq ans, les populations de référence des années intermédiaires étant quant à elles estimées par interpolation ou extrapolation. Pour la commune, le premier recensement exhaustif entrant dans le cadre du nouveau dispositif a été réalisé en 2008.

En 2022, la commune comptait 389 habitants, en évolution de −1,27 % par rapport à 2016 (Jura : −0,81 %, France hors Mayotte : +2,11 %).
| 1793 | 1800 | 1806 | 1821 | 1831 | 1836 | 1841 | 1846 | 1851 |
| ---- | ---- | ---- | ---- | ---- | ---- | ---- | ---- | ---- |
| 379  | 437  | 513  | 489  | 486  | 488  | 490  | 508  | 533  |

| 1856 | 1861 | 1866 | 1872 | 1876 | 1881 | 1886 | 1891 | 1896 |
| ---- | ---- | ---- | ---- | ---- | ---- | ---- | ---- | ---- |
| 465  | 510  | 524  | 537  | 554  | 566  | 546  | 552  | 535  |

| 1901 | 1906 | 1911 | 1921 | 1926 | 1931 | 1936 | 1946 | 1954 |
| ---- | ---- | ---- | ---- | ---- | ---- | ---- | ---- | ---- |
| 513  | 502  | 499  | 438  | 389  | 333  | 302  | 255  | 285  |

| 1962 | 1968 | 1975 | 1982 | 1990 | 1999 | 2006 | 2008 | 2013 |
| ---- | ---- | ---- | ---- | ---- | ---- | ---- | ---- | ---- |
| 296  | 255  | 252  | 315  | 312  | 334  | 388  | 404  | 404  |

| 2018 | 2022 | - | - | - | - | - | - | - |
| ---- | ---- | - | - | - | - | - | - | - |
| 390  | 389  | - | - | - | - | - | - | - |

## Culture locale et patrimoine

### Lieux et monuments
- Église Saint-Nicet ;
- Ancien prieuré, auj. mairie (XIIe siècle) ;
- quatre fontaines ;
- trois lavoirs ;
- Poids public ;
- étang.

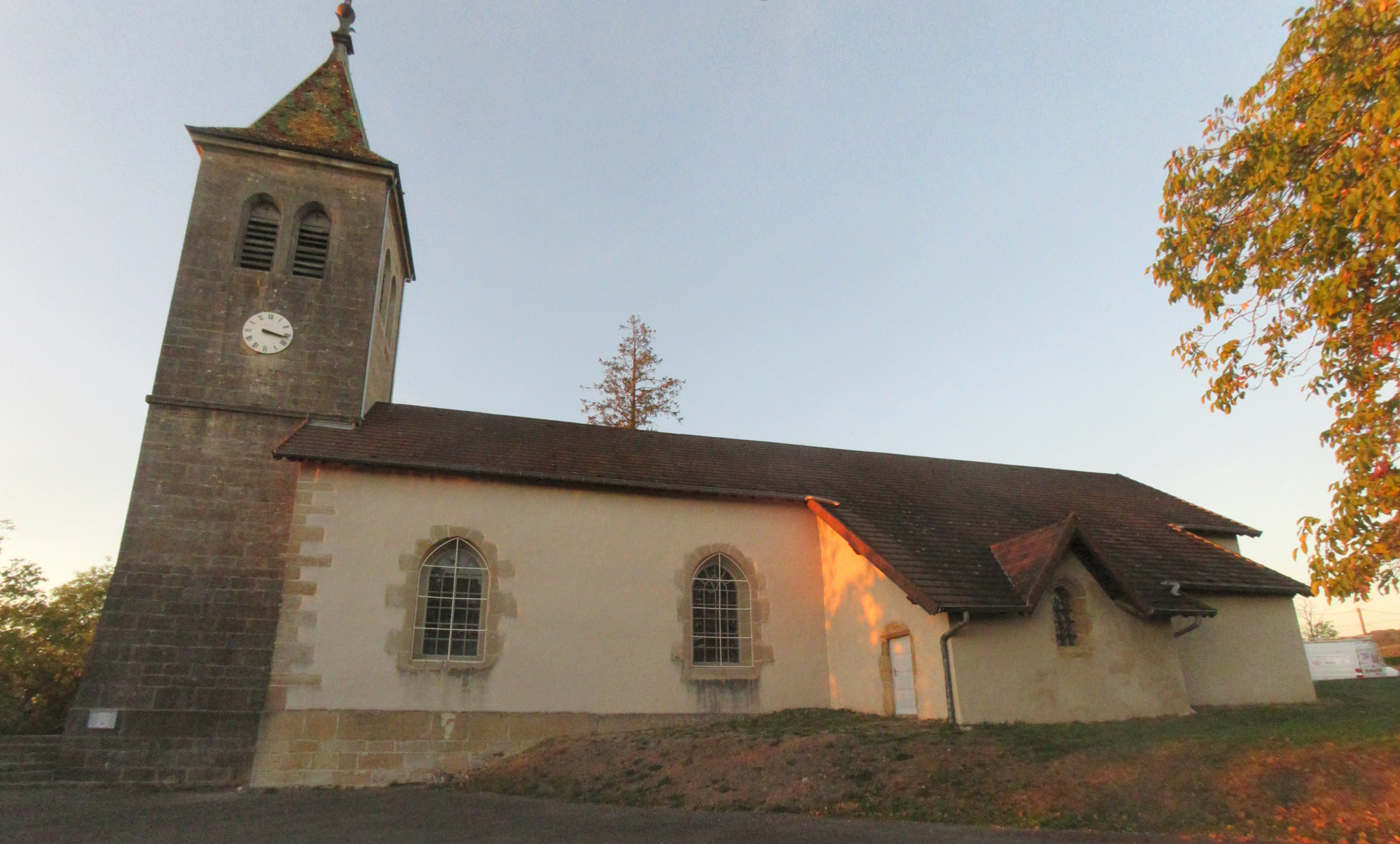
L'église Saint-Nicet...
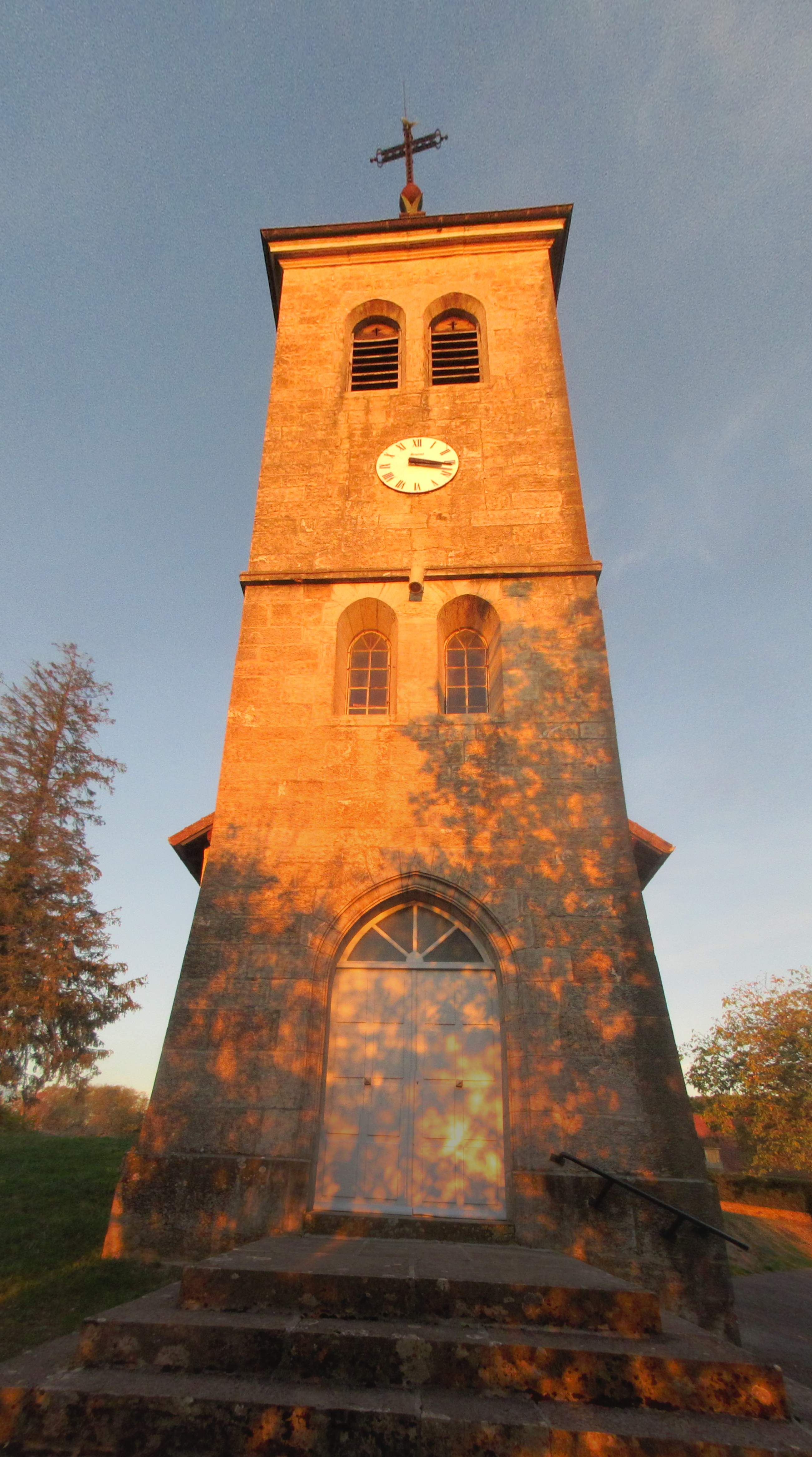
... et son clocher illuminé par le soleil couchant.
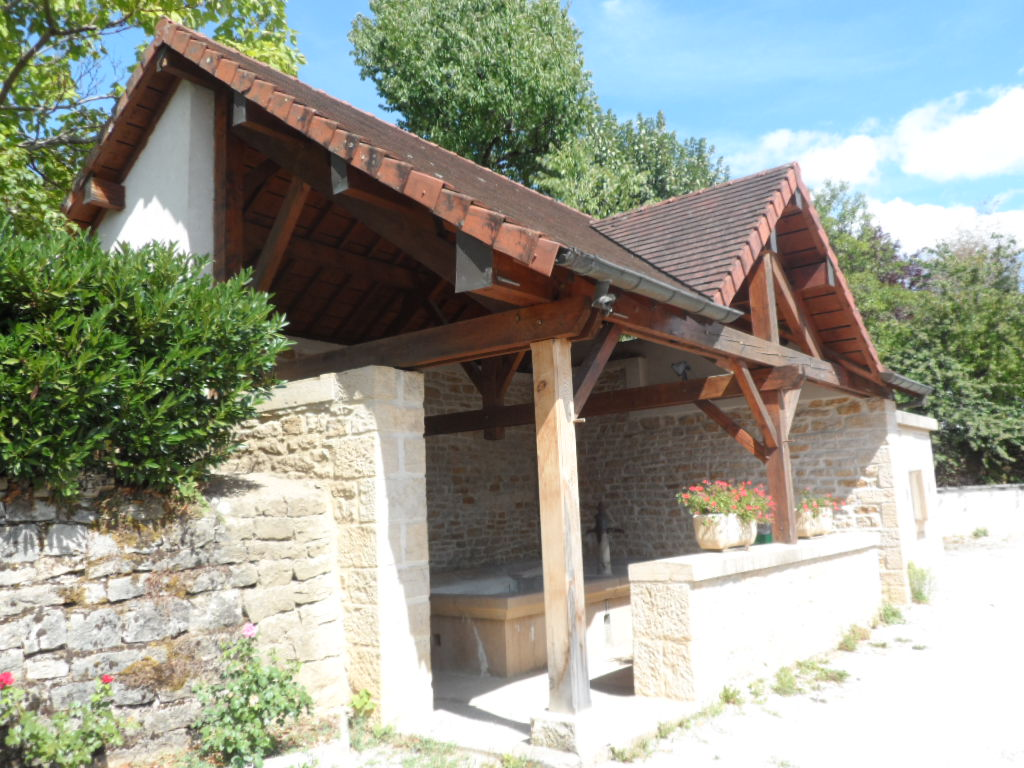
Un lavoir.
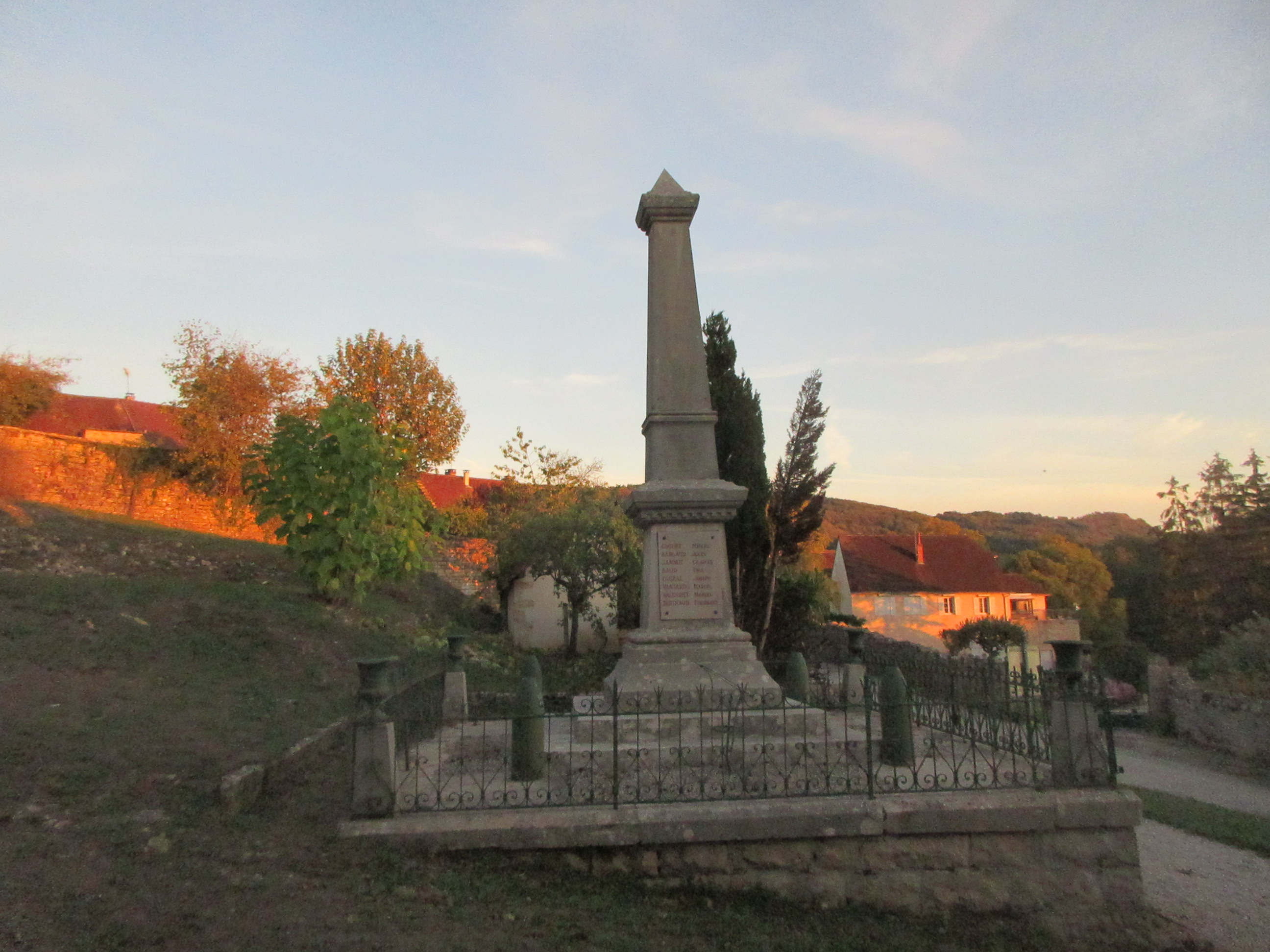
Le monument aux morts.

### Héraldique
(Retiré provisoirement, voir en PDD)

## Pour approfondir